# Juan Luis Vassallo
Juan Luis Vassallo Parodi (Cádiz; 2 de mayo de 1908-Madrid; 18 de abril de 1986) fue un escultor e imaginero español.

## Biografía

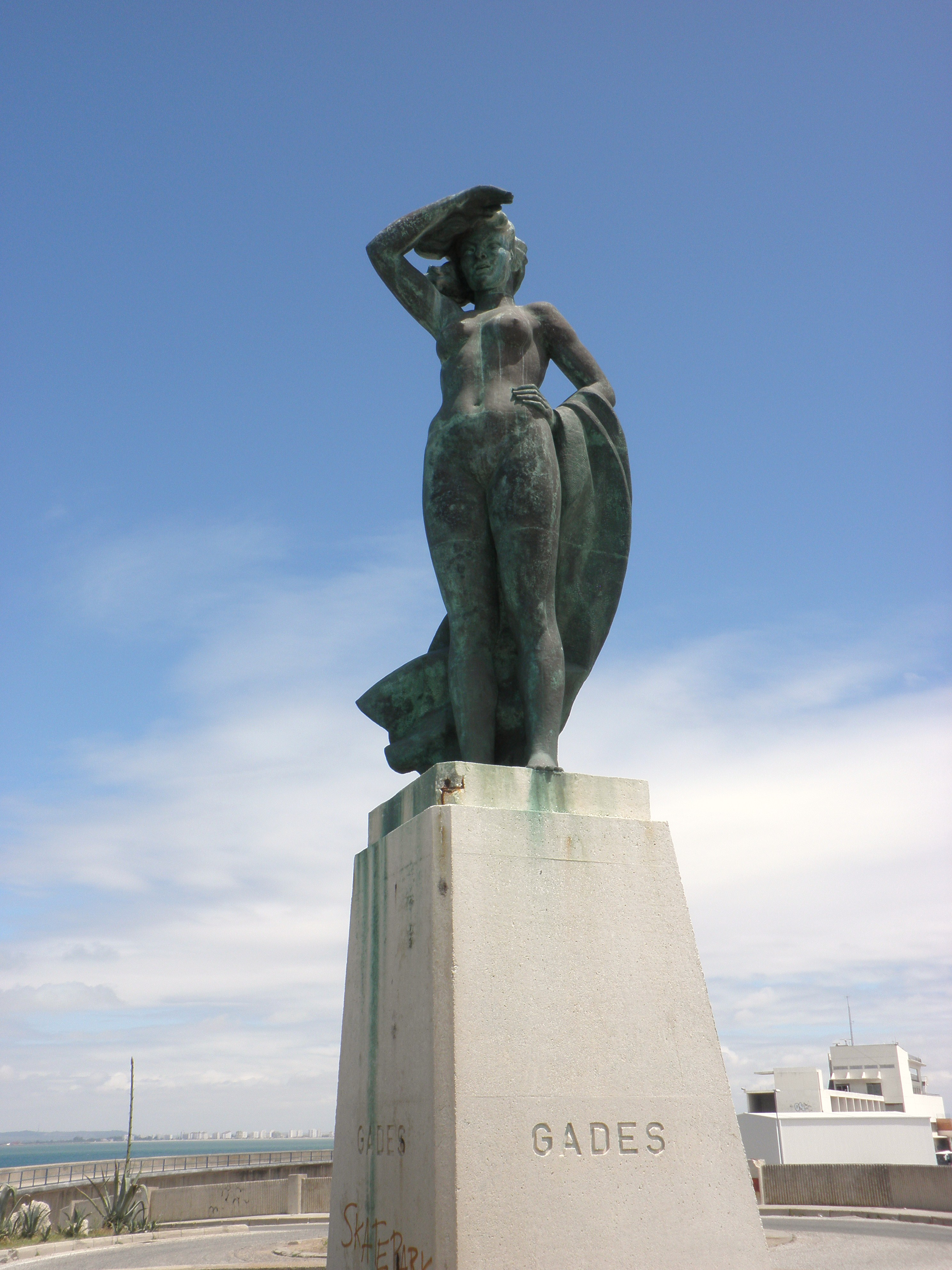
Gades, obra de Vassallo en Cádiz.

Hijo del pintor chiclanero Eduardo Vassallo Dorronzoro y de Dolores Parodi Rosas, antes de cumplir un año se trasladó a Córdoba donde su padre fue profesor en la Escuela de Artes y Oficios. Allí inició sus estudios artísticos, sin tener edad para matricularse oficialmente, y conoció al escultor Mateo Inurria, gran amigo de la familia.
En 1922, con 14 años de edad, su padre se trasladó a la Escuela de Artes y Oficios de Baeza, en la que estuvo matriculado durante cinco años. Sus dotes artísticas empezaron a plasmarse en una serie de retratos entre los que cabe destacar una cabeza de la anciana: La Jeroma.
A la vista de las cualidades que demostraba para la escultura a los 19 años se marchó a estudiar a Madrid tras lograr una beca para asistir a las clases de Dibujo del Natural en el Círculo de Bellas Artes. También acudió al turno de noche en la Escuela de Artes y Oficios donde tuvo maestros como Aniceto Marinas y José Capuz. En 1927 logró el primer premio de escultura en la exposición anual del Casino de Clases del Ejército con el mencionado retrato de La Jeroma cuya reproducción en bronce costeó el escultor Mariano Benlliure, miembro del jurado a quien impactó gratamente la obra. 
El 24 de mayo de 1930 contrajo matrimonio en la iglesia de las Maravillas de Madrid con Amparo Rubio Juliá, a la que había conocido años atrás en Baeza, con la que tendría tres hijos: Juan Luis, José Manuel y Amparo. El fallecimiento de su esposa en 1981 supuso una muy dura pérdida para el artista. 
Estudió en la Escuela Superior de Bellas Artes de San Fernando entre 1931 y 1934. Se trasladó después a Ávila como profesor de la Escuela de Artes y Oficios. Sus dos años de estancia en Ávila le aproximaron a la escultura del realismo castellano y al trabajo en piedra que se pueden apreciar en su Mujer abulense y en Añoranza, obra por la que obtuvo la tercera medalla en la Exposición Nacional de Bellas Artes de 1934.
En 1936 comienza una nueva etapa andaluza al trabajar sucesivamente en las Escuelas de Artes y Oficios de Jerez de la Frontera (1936-1941) y en la Escuela Superior de Bellas Artes de Sevilla desde 1943; dirigió este último centro desde 1952 a 1958. En 1943 realizaría a Jesús orando en el huerto para la hermandad homónima de Jerez.
En 1958 obtuvo la cátedra de Modelado en la Escuela Superior de Bellas Artes de San Fernando de Madrid a donde se trasladó y donde siguió vinculado a la docencia hasta su jubilación en 1978.
Su nieto, Francisco Javier Latasa, utilizó parte del nombre del escultor y la grafía de su firma en la creación y denominación de la empresa VASS.

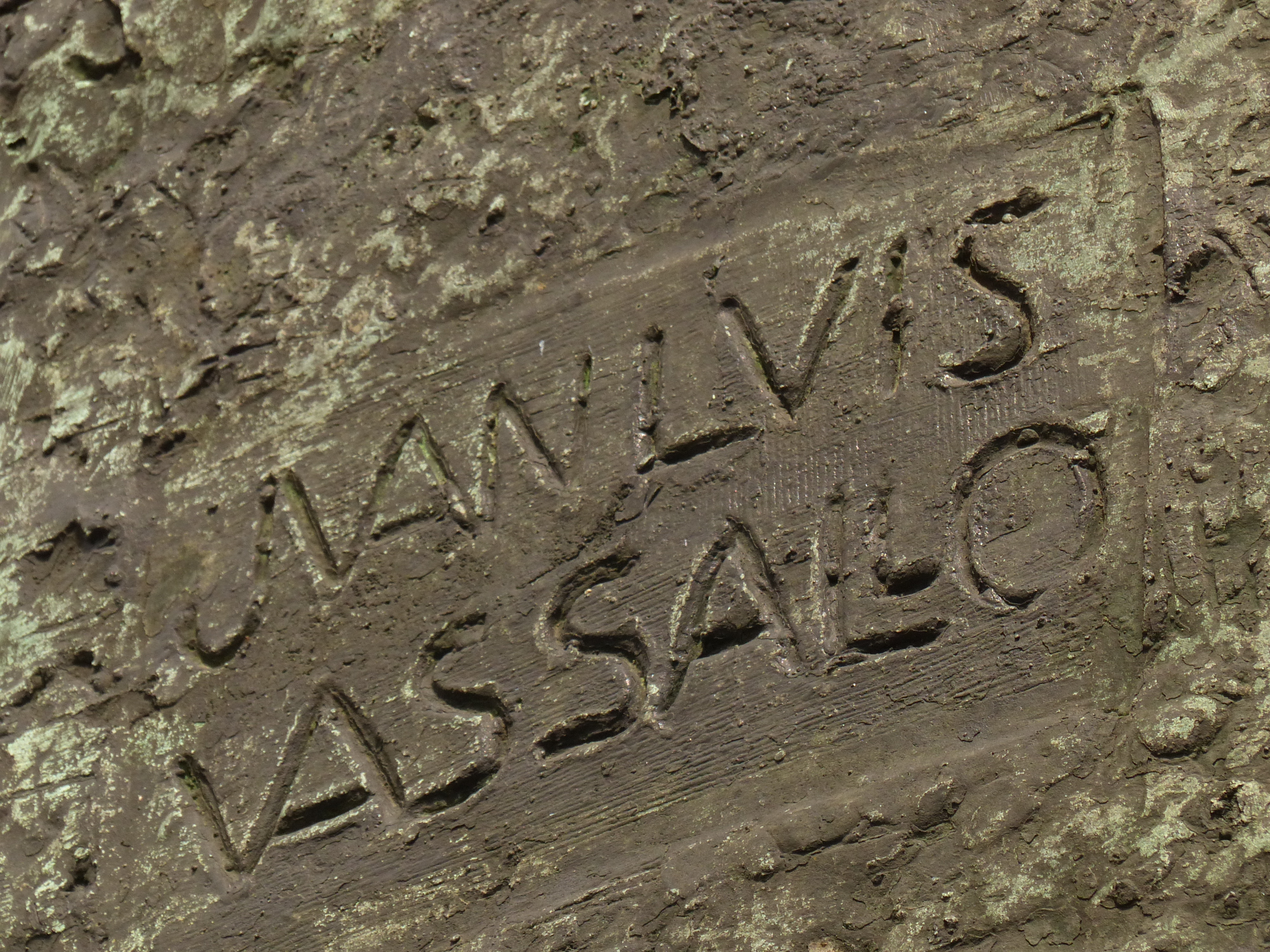

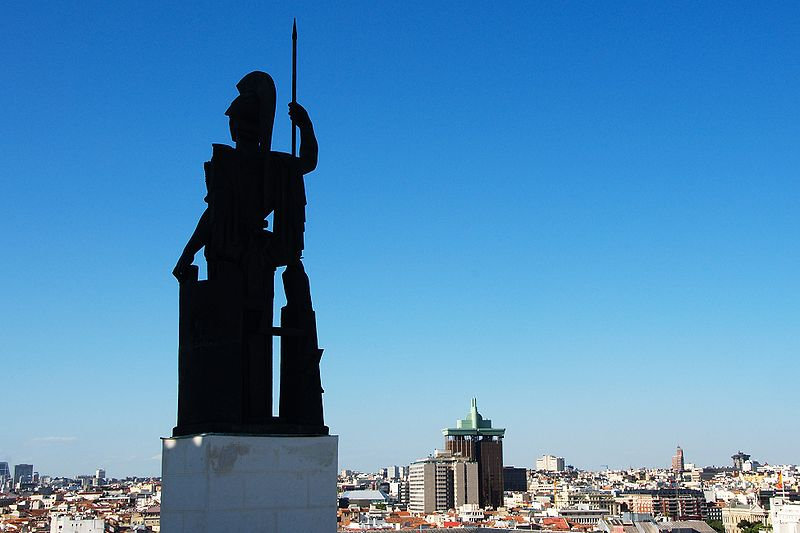
Minerva, Círculo de Bellas Artes de Madrid. Fotografía de Felipe Gabaldón.

## Premios y distinciones
Fue nombrado académico de las de Bellas Artes de Cádiz (1938) y Sevilla (1953). En 1967 fue elegido académico numerario de la de Real Academia de Bellas Artes de San Fernando de Madrid. En el acto de recepción pronunció un discurso titulado "Forma y materia" que fue contestado por el académico y escultor Enrique Pérez Comendador. La obra que regaló a la Academia con este motivo, El mármol y la forma plasmaba precisamente algunas ideas de su discurso: en ella tras varios estudios Vassallo mostraba, con una concepción muy moderna de la escultura, las figuras de un desnudo femenino y un sugerido desnudo masculino que emergen de un bloque de mármol fundiéndose la forma y la materia como si fueran una única realidad.
Entre los galardones a su obra escultórica destacan el primer premio en el Concurso Nacional de 1936 y la primera medalla en la Exposición Nacional de Bellas Artes de 1948 con Gades, una figura alegórica de su ciudad natal. En 1964 obtuvo el primer premio en el Concurso Nacional de escultura convocado por el Círculo de Bellas Artes de Madrid convocado para realizar un monumento a Minerva, diosa de las artes. En 1972 ganó el primer premio en el Concurso de Proyectos para el monumento a Santa Teresa en Ávila aunque este monumento no se realizó hasta 1982, año en que fue inaugurado por Juan Pablo II en su visita a esta ciudad.

## Obra
Entre sus obras, citemos la estatua en bronce de Minerva en el Círculo de Bellas Artes de Madrid, Monumento a los Caídos y La Virgen de la Amargura en Úbeda (Jaén), monumento al Sagrado Corazón de Jesús en Chiclana de la Frontera, Monumento a la Asunción en Jerez de la Frontera y Figuras y relieves, en piedra, en las portadas de la Universidad de Sevilla, y la estatua de La Virgen María con el Niño, ubicada en la capilla del colegio Retamar, en Madrid, que es una composición de una sencillez y una belleza prodigiosas. También hace un Inmaculado Corazón de María ubicada bajo un baldaquino en la parroquia de San Antonio María Claret de Sevilla.
En la escultura de Vassallo se aprecia una constante conexión entre temas, forma y materia -con estas dos últimas palabras tituló su discurso de ingreso en la Academia de Bellas Artes de San Fernando-. Escultor de fina expresividad, adecua su escultura, influida por un concepto clásico, al símbolo. Unas veces, los grupos más o menos interpretados, pero siempre bajo formas identificables, adquieren con toda fuerza carácter de monumento en sí. Otras, el monumento se integra sabiamente con la arquitectura, la geografía, el entorno. 
- Desnudo con cisne (1936), Mármol
- Niña de la Piedra (1938), Bronce
- Jesús orando en el huerto (1943) de la Hermandad de la Oración en el Huerto de Jerez de la Frontera.
- Gades (1948), Medalla de la Exposición Nacional de Bellas Artes
- Lavandera (1957), Mármol
- Córdoba (1966), Piedra de Sepúlveda
- Bañista descandando (1977), Bronce

Obras en Úbeda
- Nuestra Señora de la Amargura (cofradía de la Caída). Convento de Santa Clara.
- Santísimo Cristo de la Expiración (cofradía del mismo nombre). Convento de la Trinidad.
- Monumento a los Caídos. Plaza del Ayuntamiento.
- Monumento a Alfredo Cazabán Laguna. Corredera de San Fernando.
- Mausoleo de Antonio Medina. Cementerio de San Ginés.
- Retablo de la Sacra Capilla Funeraria de El Salvador (recuperación y restauración de la obra perdida de Alonso de Berruguete).

Obras en Baeza
- Grupo escultórico para el paso de misterio de la Ilustre y Venerable Cofradía del Santísimo Cristo del Calvario y Nuestra Señora de la Amargura (Parroquia de la Santa Cruz).
- Restauración y policromado del misterio de la Piedad perteneciente a la Muy Ilustre y Fervorosa Cofradía y Hermandad de María Santísima de las Angustias (Parroquia de San Pablo).